# Luigi Sartor
Luigi Sartor est un footballeur italien né le 30 janvier 1975 à Trévise en Vénétie. Il évolue au poste de défenseur.il est condamné à 14 mois et 20 jours de prison pour trafic de drogue «marihuana» la police a trouvé des plantations pouvant aboutir à 2kg dans une ferme abandonnée près de Parme

## Biographie
Luigi Sartor a  joué pour de nombreux clubs, notamment le Vicenza Calcio, le FC Parme et l'AS Rome. Il a remporté deux Coupes de l'UEFA, trois Coupe d'Italie et une Supercoupe d'Italie.
Il possède deux sélections en équipe d'Italie. Sa première apparition en équipe nationale a eu lieu en avril 1998 lors d'un match face au Paraguay.
Luigi a gagné le Championnat d'Europe Espoirs 1996 et a participé aux Jeux olympiques de 1996 à Atlanta.

## Palmarès
- Vainqueur de la Coupe de l'UEFA en 1998 avec l'Inter Milan
- Vainqueur de la Coupe de l'UEFA en 1999 avec le FC Parme (ne joue pas la finale)
- Vainqueur de la Coupe d'Italie en 1997 avec le Vicenza Calcio
- Vainqueur de la Coupe d'Italie en 1999 et 2002 avec le FC Parme
- Vainqueur de la Supercoupe d'Italie en 1999 avec le FC Parme
- Vainqueur du Championnat d'Europe Espoirs 1996 avec l'équipe d'Italie espoirs